# 9. etape af Vuelta a España 2021
9. etape af Vuelta a España 2021 er en 187,8 km lang bjergetape, som køres den 22. august 2021 med start i Puerto Lumbreras og mål i Alto de Velefique.

## Resultater

### Etaperesultat
| \| Etaperesultat \| Etaperesultat \| Etaperesultat \| Etaperesultat \| Etaperesultat \| \| Rytter \| Rytter \| Hold \| Tid \| \| \| ------------- \| ------------------ \| ------------------ \| ------------- \| ------------- \| \| 1. \| Damiano Caruso \| Bahrain Victorious \| 5t 03' 14" \| \| \| 2. \| Primož Roglič \| Jumbo-Visma \| + 1' 05" \| \| \| 3. \| Enric Mas \| Movistar Team \| + 1' 06" \| \| \| 4. \| Jack Haig \| Bahrain Victorious \| + 1' 44" \| \| \| 5. \| Miguel Ángel López \| Movistar Team \| + 1' 44" \| \| \| 6. \| Adam Yates \| Ineos Grenadiers \| + 1' 44" \| \| \| 7. \| Gino Mäder \| Bahrain Victorious \| + 2' 07" \| \| \| 8. \| Giulio Ciccone \| Trek-Segafredo \| + 2' 10" \| \| \| 9. \| Egan Bernal \| Ineos Grenadiers \| + 2' 10" \| \| \| 10. \| David de la Cruz \| UAE Team Emirates \| + 2' 40" \| \| |                    |                    |            |
| |                    |                    |            |
| Kilde: ProCyclingStats |                    |                    |            |
| Etaperesultat |                    |                    |            |
| Rytter | Rytter             | Hold               | Tid        |
| 1. | Damiano Caruso     | Bahrain Victorious | 5t 03' 14" |
| 2. | Primož Roglič      | Jumbo-Visma        | + 1' 05"   |
| 3. | Enric Mas          | Movistar Team      | + 1' 06"   |
| 4. | Jack Haig          | Bahrain Victorious | + 1' 44"   |
| 5. | Miguel Ángel López | Movistar Team      | + 1' 44"   |
| 6. | Adam Yates         | Ineos Grenadiers   | + 1' 44"   |
| 7. | Gino Mäder         | Bahrain Victorious | + 2' 07"   |
| 8. | Giulio Ciccone     | Trek-Segafredo     | + 2' 10"   |
| 9. | Egan Bernal        | Ineos Grenadiers   | + 2' 10"   |
| 10. | David de la Cruz   | UAE Team Emirates  | + 2' 40"   |

### Klassement efter etapen
| \| Samlede stilling \| Samlede stilling \| Samlede stilling \| Samlede stilling \| Samlede stilling \| \| Rytter \| Rytter \| Hold \| Tid \| \| \| ---------------- \| ------------------- \| ------------------ \| ---------------- \| ---------------- \| \| 1. \| Primož Roglič \| Jumbo-Visma \| 1t 19' 27" \| \| \| 2. \| Enric Mas \| Movistar Team \| + 28" \| \| \| 3. \| Miguel Ángel López \| Movistar Team \| + 1' 21" \| \| \| 4. \| Jack Haig \| Bahrain Victorious \| + 1' 42" \| \| \| 5. \| Egan Bernal \| Ineos Grenadiers \| + 1' 52" \| \| \| 6. \| Adam Yates \| Ineos Grenadiers \| + 2' 07" \| \| \| 7. \| Giulio Ciccone \| Trek-Segafredo \| + 2' 39" \| \| \| 8. \| Sepp Kuss \| Jumbo-Visma \| + 2' 40" \| \| \| 9. \| Felix Großschartner \| Bora-Hansgrohe \| + 3' 25" \| \| \| 10. \| David de la Cruz \| UAE Team Emirates \| + 3' 55" \| \| |                     |                    |            |
| |                     |                    |            |
| Kilde: ProCyclingStats |                     |                    |            |
| Samlede stilling |                     |                    |            |
| Rytter | Rytter              | Hold               | Tid        |
| 1. | Primož Roglič       | Jumbo-Visma        | 1t 19' 27" |
| 2. | Enric Mas           | Movistar Team      | + 28"      |
| 3. | Miguel Ángel López  | Movistar Team      | + 1' 21"   |
| 4. | Jack Haig           | Bahrain Victorious | + 1' 42"   |
| 5. | Egan Bernal         | Ineos Grenadiers   | + 1' 52"   |
| 6. | Adam Yates          | Ineos Grenadiers   | + 2' 07"   |
| 7. | Giulio Ciccone      | Trek-Segafredo     | + 2' 39"   |
| 8. | Sepp Kuss           | Jumbo-Visma        | + 2' 40"   |
| 9. | Felix Großschartner | Bora-Hansgrohe     | + 3' 25"   |
| 10. | David de la Cruz    | UAE Team Emirates  | + 3' 55"   |

| Pointkonkurrence | Pointkonkurrence | Pointkonkurrence      | Pointkonkurrence | Pointkonkurrence |
| Rytter           | Rytter           | Hold                  | Point            |                  |
| ---------------- | ---------------- | --------------------- | ---------------- | ---------------- |
| 1.               | Fabio Jakobsen   | Deceuninck-Quick Step | 180 point        |                  |
| 2.               | Jasper Philipsen | Alpecin-Fenix         | 164 point        |                  |
| 3.               | Arnaud Démare    | Groupama-FDJ          | 74 point         |                  |
| 4.               | Alberto Dainese  | Team DSM              | 73 point         |                  |
| 5.               | Primož Roglič    | Jumbo-Visma           | 71 point         |                  |
| 6.               | Michael Matthews | BikeExchange          | 70 point         |                  |
| 7.               | Magnus Cort      | EF Education-Nippo    | 67 point         |                  |
| 8.               | Alex Aranburu    | Astana-Premier Tech   | 52 point         |                  |
| 9.               | Lilian Calmejane | AG2R Citroën Team     | 50 point         |                  |
| 10.              | Piet Allegaert   | Cofidis               | 45 point         |                  |

| Pointkonkurrence | Pointkonkurrence | Pointkonkurrence      | Pointkonkurrence | Pointkonkurrence |
| Rytter           | Rytter           | Hold                  | Point            |                  |
| ---------------- | ---------------- | --------------------- | ---------------- | ---------------- |
| 1.               | Fabio Jakobsen   | Deceuninck-Quick Step | 180 point        |                  |
| 2.               | Jasper Philipsen | Alpecin-Fenix         | 164 point        |                  |
| 3.               | Arnaud Démare    | Groupama-FDJ          | 74 point         |                  |
| 4.               | Alberto Dainese  | Team DSM              | 73 point         |                  |
| 5.               | Primož Roglič    | Jumbo-Visma           | 71 point         |                  |
| 6.               | Michael Matthews | BikeExchange          | 70 point         |                  |
| 7.               | Magnus Cort      | EF Education-Nippo    | 67 point         |                  |
| 8.               | Alex Aranburu    | Astana-Premier Tech   | 52 point         |                  |
| 9.               | Lilian Calmejane | AG2R Citroën Team     | 50 point         |                  |
| 10.              | Piet Allegaert   | Cofidis               | 45 point         |                  |

| Bjergkonkurrence | Bjergkonkurrence | Bjergkonkurrence                   | Bjergkonkurrence | Bjergkonkurrence |
| Rytter           | Rytter           | Hold                               | Point            |                  |
| ---------------- | ---------------- | ---------------------------------- | ---------------- | ---------------- |
| 1.               | Damiano Caruso   | Bahrain Victorious                 | 28 point         |                  |
| 2.               | Romain Bardet    | Team DSM                           | 22 point         |                  |
| 3.               | Pavel Sivakov    | Ineos Grenadiers                   | 16 point         |                  |
| 4.               | Jack Haig        | Bahrain Victorious                 | 15 point         |                  |
| 5.               | Michael Storer   | Team DSM                           | 12 point         |                  |
| 6.               | Primož Roglič    | Jumbo-Visma                        | 12 point         |                  |
| 7.               | Rein Taaramäe    | Intermarché-Wanty-Gobert Matériaux | 10 point         |                  |
| 8.               | Kenny Elissonde  | Trek-Segafredo                     | 10 point         |                  |
| 9.               | Sepp Kuss        | Jumbo-Visma                        | 9 point          |                  |
| 10.              | Enric Mas        | Movistar Team                      | 7 point          |                  |

| Bjergkonkurrence | Bjergkonkurrence | Bjergkonkurrence                   | Bjergkonkurrence | Bjergkonkurrence |
| Rytter           | Rytter           | Hold                               | Point            |                  |
| ---------------- | ---------------- | ---------------------------------- | ---------------- | ---------------- |
| 1.               | Damiano Caruso   | Bahrain Victorious                 | 28 point         |                  |
| 2.               | Romain Bardet    | Team DSM                           | 22 point         |                  |
| 3.               | Pavel Sivakov    | Ineos Grenadiers                   | 16 point         |                  |
| 4.               | Jack Haig        | Bahrain Victorious                 | 15 point         |                  |
| 5.               | Michael Storer   | Team DSM                           | 12 point         |                  |
| 6.               | Primož Roglič    | Jumbo-Visma                        | 12 point         |                  |
| 7.               | Rein Taaramäe    | Intermarché-Wanty-Gobert Matériaux | 10 point         |                  |
| 8.               | Kenny Elissonde  | Trek-Segafredo                     | 10 point         |                  |
| 9.               | Sepp Kuss        | Jumbo-Visma                        | 9 point          |                  |
| 10.              | Enric Mas        | Movistar Team                      | 7 point          |                  |

| Ungdomskonkurrence | Ungdomskonkurrence       | Ungdomskonkurrence     | Ungdomskonkurrence | Ungdomskonkurrence |
| Rytter             | Rytter                   | Hold                   | Tid                |                    |
| ------------------ | ------------------------ | ---------------------- | ------------------ | ------------------ |
| 1.                 | Egan Bernal              | Ineos Grenadiers       | 34t 20' 45"        |                    |
| 2.                 | Aleksandr Vlasov         | Astana-Premier Tech    | + 2' 03"           |                    |
| 3.                 | Gino Mäder               | Bahrain Victorious     | + 2' 08"           |                    |
| 4.                 | Juan Pedro López         | Trek-Segafredo         | + 4' 00"           |                    |
| 5.                 | Rémy Rochas              | Cofidis                | + 16' 17"          |                    |
| 6.                 | Steff Cras               | Lotto-Soudal           | + 22' 39"          |                    |
| 7.                 | Mark Padun               | Bahrain Victorious     | + 27' 54"          |                    |
| 8.                 | Clément Champoussin      | AG2R Citroën Team      | + 31' 20"          |                    |
| 9.                 | Pavel Sivakov            | Ineos Grenadiers       | + 31' 51"          |                    |
| 10.                | Jefferson Alveiro Cepeda | Caja Rural-Seguros RGA | + 41' 13"          |                    |

| Ungdomskonkurrence | Ungdomskonkurrence       | Ungdomskonkurrence     | Ungdomskonkurrence | Ungdomskonkurrence |
| Rytter             | Rytter                   | Hold                   | Tid                |                    |
| ------------------ | ------------------------ | ---------------------- | ------------------ | ------------------ |
| 1.                 | Egan Bernal              | Ineos Grenadiers       | 34t 20' 45"        |                    |
| 2.                 | Aleksandr Vlasov         | Astana-Premier Tech    | + 2' 03"           |                    |
| 3.                 | Gino Mäder               | Bahrain Victorious     | + 2' 08"           |                    |
| 4.                 | Juan Pedro López         | Trek-Segafredo         | + 4' 00"           |                    |
| 5.                 | Rémy Rochas              | Cofidis                | + 16' 17"          |                    |
| 6.                 | Steff Cras               | Lotto-Soudal           | + 22' 39"          |                    |
| 7.                 | Mark Padun               | Bahrain Victorious     | + 27' 54"          |                    |
| 8.                 | Clément Champoussin      | AG2R Citroën Team      | + 31' 20"          |                    |
| 9.                 | Pavel Sivakov            | Ineos Grenadiers       | + 31' 51"          |                    |
| 10.                | Jefferson Alveiro Cepeda | Caja Rural-Seguros RGA | + 41' 13"          |                    |

| Holdkonkurrence | Holdkonkurrence                    | Holdkonkurrence | Holdkonkurrence |
| Hold            | Hold                               | Tid             |                 |
| --------------- | ---------------------------------- | --------------- | --------------- |
| 1.              | Movistar Team                      | 102t 58' 47"    |                 |
| 2.              | Bahrain Victorious                 | + 1' 32"        |                 |
| 3.              | Jumbo-Visma                        | + 7' 31"        |                 |
| 4.              | Ineos Grenadiers                   | + 8' 34"        |                 |
| 5.              | UAE Team Emirates                  | + 16' 30"       |                 |
| 6.              | Trek-Segafredo                     | + 24' 06"       |                 |
| 7.              | Intermarché-Wanty-Gobert Matériaux | + 36' 44"       |                 |
| 8.              | Astana-Premier Tech                | + 47' 39"       |                 |
| 9.              | Cofidis                            | + 57' 06"       |                 |
| 10.             | Team DSM                           | + 1t 03' 01"    |                 |

| Holdkonkurrence | Holdkonkurrence                    | Holdkonkurrence | Holdkonkurrence |
| Hold            | Hold                               | Tid             |                 |
| --------------- | ---------------------------------- | --------------- | --------------- |
| 1.              | Movistar Team                      | 102t 58' 47"    |                 |
| 2.              | Bahrain Victorious                 | + 1' 32"        |                 |
| 3.              | Jumbo-Visma                        | + 7' 31"        |                 |
| 4.              | Ineos Grenadiers                   | + 8' 34"        |                 |
| 5.              | UAE Team Emirates                  | + 16' 30"       |                 |
| 6.              | Trek-Segafredo                     | + 24' 06"       |                 |
| 7.              | Intermarché-Wanty-Gobert Matériaux | + 36' 44"       |                 |
| 8.              | Astana-Premier Tech                | + 47' 39"       |                 |
| 9.              | Cofidis                            | + 57' 06"       |                 |
| 10.             | Team DSM                           | + 1t 03' 01"    |                 |